# Dirphia cupripuncta
Dirphia cupripuncta är en fjärilsart som beskrevs av Lemaire. Dirphia cupripuncta ingår i släktet Dirphia och familjen påfågelsspinnare. Inga underarter finns listade i Catalogue of Life.